# أكاسيو كورديرو باريتو
أكاسيو كورديرو باريتو (بالبرتغالية: Acácio‏) (مواليد 20 يناير 1959) هو لاعب كرة قدم. يلعب مع منتخب البرازيل لكرة القدم. سبق له أن لعب في كأس العالم لكرة القدم مع منتخب بلاده.

## روابط خارجية
- أكاسيو كورديرو باريتو على موقع الاتحاد الدولي (مؤرشف)  (الإنجليزية)
- أكاسيو كورديرو باريتو على موقع قاعدة بيانات كرة القدم.إي يو (الإنجليزية)
- أكاسيو كورديرو باريتو على موقع ناشيونال فوتبول تيمز (الإنجليزية)
- أكاسيو كورديرو باريتو على موقع Soccerway.com (الإنجليزية)
- أكاسيو كورديرو باريتو على موقع عالم كرة القدم.نت (الإنجليزية)